# Eugen Dieth

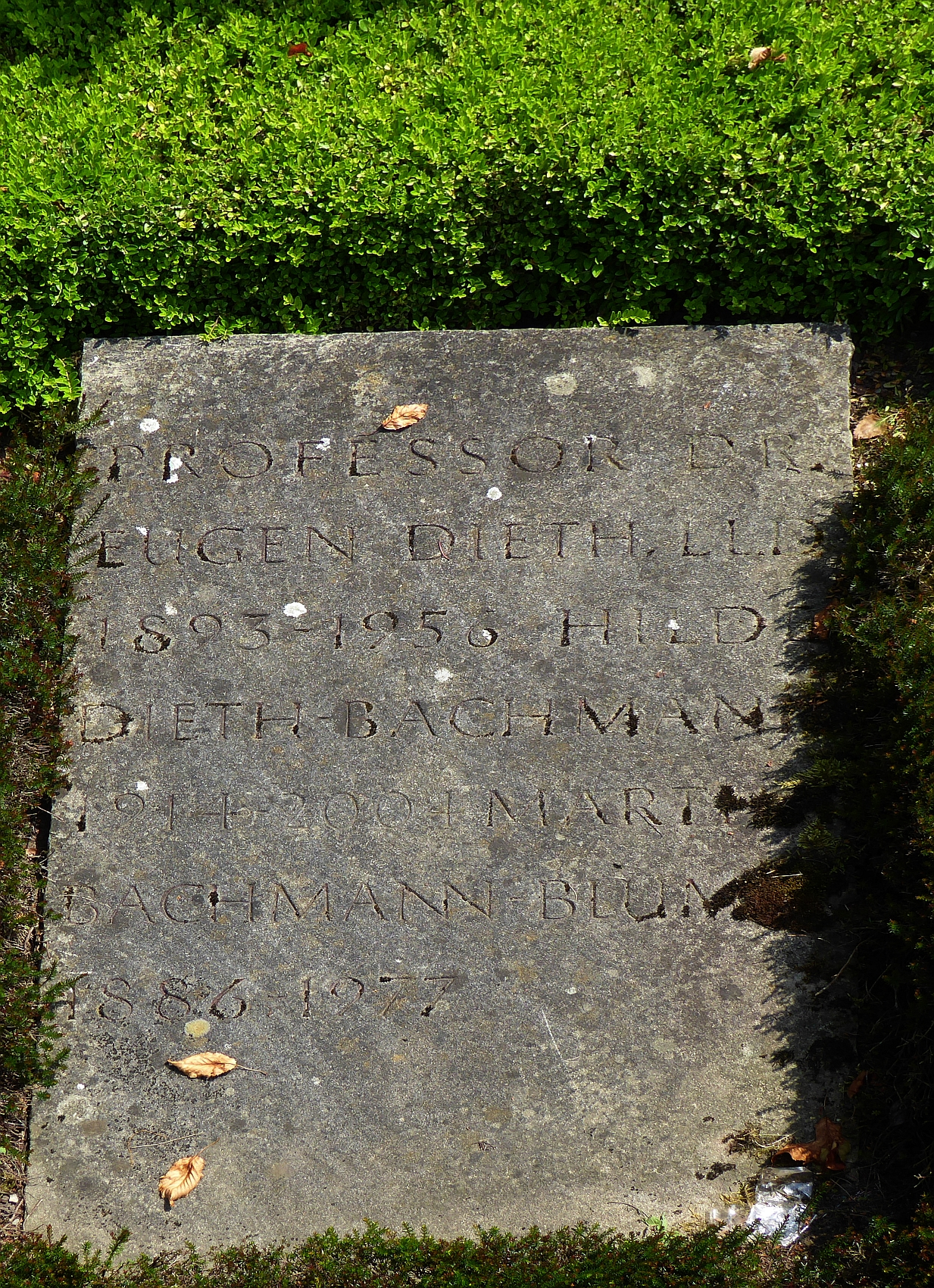
Grab auf dem Friedhof Witikon, Zürich

Eugen Dieth (* 18. November 1893 in Neukirch an der Thur; † 24. Mai 1956 in Zollikon) war ein Schweizer Anglist und Dialektologe. Er ist bekannt namentlich für seine Beiträge zur deutschsprachigen Phonetik, als Schöpfer eines nach ihm benannten Systems der Dialektverschriftung (Dieth-Schreibung) und als Begründer des Linguistic Atlas of England.

## Leben
Eugen Dieth, Bürger der Stadt St. Gallen, kam als Sohn eines Pfarrers im ländlichen Kanton Thurgau zur Welt. Er studierte Allgemeine Sprachwissenschaft, Anglistik und Germanistik an den Universitäten Zürich und Genf. 1919 wurde er in Zürich mit einem Thema der mittelenglischen Syntax promoviert. Von 1922 bis 1927 war er Lecturer in German in Aberdeen (Schottland). 1927 wurde er ausserordentlicher Professor, 1947 ordentlicher Professor für englische Philologie, Altnordisch und Allgemeine Phonetik an der Universität Zürich. Von 1927 bis 1936 war er – als Nachfolger von Eduard Schwyzer – neben seiner Tätigkeit an der Universität auch Redaktor am Schweizerischen Idiotikon in Zürich; eine Stelle, die er aufgrund der angespannten finanziellen Lage des Wörterbuchs aufgeben musste. Von 1934 bis 1956 wirkte er als Präsident des hauptsächlich dialektologisch tätigen Phonogrammarchivs der Universität Zürich, und 1935 gründete er ebenda das Phonetische Laboratorium. Dieth starb 1956 auf der Höhe seines Schaffens an einem Hirnschlag.
Dieths Frau Hilde (1914–2004) war die jüngste Tochter des Germanistikprofessors und langjährigen Chefredaktors des Idiotikons Albert Bachmann.

## Leistung

### Phonetik
Dieth leistete für die Phonetik ganz Grundlegendes. Er begründete die Experimentalphonetik in der Schweiz, und sein 1950 erschienenes Vademekum der Phonetik wurde zum Lehrbuch und Klassiker der deutschsprachigen Phonetik des 20. Jahrhunderts.

### Schweizerdeutsch
Überdies setzte sich Dieth sowohl wissenschaftlich als auch kulturpolitisch für das Schweizerdeutsche ein. 1938 gründete er zusammen mit Adolf Guggenbühl den Bund Schwyzertütsch (heute mundartforum). Als Leiter des Phonogrammarchivs und des Phonetischen Laboratoriums veröffentlichte er mehrere grosse Publikationen zu den Schweizer Dialekten in Ton und Schrift. 1938 erschien sein Buch Schwyzertütschi Dialäktschrift, in welchem er eine bis heute gerne angewandte Norm für die Verschriftung der schweizerdeutschen Dialekte entwarf. Grundlage dieser als Dieth-Schreibung bekannten Orthographie ist, dass die Einzelwörter so geschrieben werden, wie man sie hört, ohne Rücksicht auf das gewohnte Schriftbild der Schriftsprache (etwa faare, spaare [fɑːrə ʃpɑːrə] für «fahren», «sparen»); Wort- und Morphemgrenzen bleiben jedoch wie in der Standardsprache sichtbar (etwa d Frau, nicht, wie eigentlich gesprochen, Pfrau [pfræʊ]). Da es sich damit im Grundsatz um eine Lautschrift handelt, können mit ihr die Besonderheiten und Lautunterschiede der alemannischen Dialekte wiedergegeben werden.

### Englische und schottische Dialektologie
Im deutschen Sprachraum weniger bekannt sind Dieths Leistungen als Anglist. Seine als Habilitationsschrift erschienene Beschreibung des Dialekts von Buchan gilt als einer der profundesten Beiträge zu den schottischen Dialekten. Sein Lebenswerk aber hätte der Linguistic Atlas of England werden sollen, den er zusammen mit Harold Orton begründete; sein früher Tod liess ihn jedoch nicht einmal mehr das Erscheinen von dessen erstem Band über die Lautgeographie von Nordengland erleben. Dieser Dialektatlas – seinerseits vom Sprachatlas der deutschen Schweiz inspiriert – wurde schliesslich zum Massstab für sämtliche englischen Sprachatlanten.
Dieth erhielt 1951 den Doctor honoris causa der Universität Aberdeen.

## Publikationen (Auswahl)
Schriften
- Flexivisches und Syntaktisches über das Pronomen in der Ancren Riwle. Ein Beitrag zur mittelenglischen Syntax. Phil. Diss. Univ. Zürich. Aschmann & Scheller, Zürich 1919.
- A Grammar of the Buchan Dialect (Aberdeenshire). Descriptive and Historical. Habil. Univ. Zürich. Heffer, Cambridge 1932.
- Schwyzertütschi Dialäktschrift. Leitfaden einer einheitlichen Schreibweise für alle Dialekte. Orell Füssli, Zürich 1938. Neu bearbeitet von Christian Schmid-Cadalbert. Sauerländer, Aarau 1986 (Lebendige Mundart 1).
- A New Survey of English Dialects. In: Essays and Studes 23, 1946, S. 74–104.
- Vademekum der Phonetik. Phonetische Grundlagen für das wissenschaftliche und praktische Studium der Sprachen. Francke, Bern 1950 [und weitere Auflagen].
- [zusammen mit Harold Orton]: A Questionnaire for a Linguistic Atlas of England. Leeds Philosophical and Literary Society, Leeds 1952.
- zahlreiche Artikel im Schweizerischen Idiotikon, Bände IX (abgeschlossen 1929) und X (abgeschlossen 1939).

Textbegleitete Tonpublikationen
- Soo reded s dihäi. Schweizerdeutsche Mundarten auf Schallplatten. Phonogrammarchiv der Universität Zürich, Zürich 1939. Neuauflage als Audio-CD 2012.
- Stimmen der Heimat. Schweizer Mundarten auf Schallplatten. Phonogrammarchiv der Universität Zürich, Zürich 1939. Neuauflage unter dem Titel Stimmen der Schweiz als Audio-CD 2012.
- Schweizerdeutsche Mundarten. Heft 1–2 der Reihe Schweizerdialekte in Text und Ton. Huber, Frauenfeld 1951.
- Der sprechende Atlas. Plattentext in verschiedenen schweizerischen Dialekten: «Gespräch am Neujahrstag» in 24 Dialekten. Phonogrammarchiv der Universität Zürich, Zürich 1952. Neuauflage als Audio-CD 2000.